# Sfratto
Lo sfratto, in diritto, è un atto giuridico con il quale, nell'ambito di un rapporto di locazione, il locatore richiede ad un locatario (o conduttore) di riconsegnargli l'immobile.

## Nel mondo

### Italia
Lo sfratto può essere intimato in due casi:
- finita locazione
- morosità

Nel primo caso, il provvedimento può essere richiesto dopo la scadenza del contratto, qualora, a seguito della disdetta, il conduttore non abbia ritenuto di rilasciare l'immobile al locatore. Lo sfratto per finita locazione può però essere richiesto anche prima della naturale scadenza del contratto, in tal caso si tratta di una condanna del futuro, che si basa su intimazione che ha efficacia di disdetta, in quanto evita il rinnovarsi del contratto.
Nel secondo caso, il provvedimento di rilascio può essere richiesto, in ogni momento, qualora il conduttore si renda inadempiente all'obbligo del pagamento di almeno due mensilità del canone concordato e/o degli oneri accessori.
In questo caso oltre all'ordinanza di rilascio dell'immobile il proprietario può richiedere anche un decreto ingiuntivo finalizzato al recupero dei canoni di locazione scaduti e a scadere.
Il decreto ingiuntivo emesso all'esito della procedura di sfratto per morosità è uno dei rarissimi casi di titolo esecutivo di importo determinabile e non determinato a priori.
Se il locatore intende riutilizzare l'immobile per motivi di necessità tassativamente indicati dalla legge, si ha un terzo caso: sfratto per necessità.
Rispetto allo sfratto, molto meno lunga e dispendiosa è l'azione di esecuzione per il rilascio del bene immobile, prevista ad esempio nella formula di affitto a riscatto.

### Spagna
In Spagna la legge bancaria del 1909, ancora vigente, prevede che il creditore può optare tra la riscossione della garanzia ipotecaria o la vendita all'incanto del bene a estinzione del debito residuo. La confisca non interrompe l'obbligo di pagamento delle rate di mutuo, né il contratto di locazione con eventuali inquilini.
Il governo Rajoy ha imposto la sospensione generalizzata degli sfratti, mentre altri propongono di obbligare gli istituti a concedere una sospensione del mutuo, e a impegnare con vendite o affitti il patrimonio immobiliare accumulato con i pignoramenti. Altra proposta è la conversione dei mutui in difficoltà in affitti a basso costo in cui il moroso perde la proprietà del bene, ma conserva l'usufrutto a un canone agevolato.
Con la difficoltà di compravendita e la caduta dei prezzi nell'immobiliare, spesso gli istituti preferiscono la riscossione dell'ipoteca alla vendita all'incanto. Gli immobili restano sfitti e invenduti, ma la riscossione dell'ipoteca evita di contabilizzare a bilancio una perdita su crediti inesigibili, laddove il credito viene depennato a fronte della proprietà del bene valorizzata come ipoteca (quindi al costo storico di acquisto, non ai valori correnti di mercato, corretti ulteriormente della bassa probabilità di vendita).
Nel novembre 2009 viene approvata la legge del Desahucio Exprés, che:
- riduce le informazioni da specificare nella citazione in giudizio, orientando il procedimento a oralità e concentrazione (fra queste la somma dovuta);
- la citazione in giudizio non deve essere preceduta da altri atti, né la sentenza seguita da un atto di precetto per l'esecuzione forzata: richiede che la sentenza indichi data e ora del pagamento e rilascio dell'immobile e sia quindi titolo immediatamente esecutivo;
- Il locatore può includere nella sua domanda di sfratto la rinuncia a una parte del debito e dei costi in cambio di abbandono volontario dell'immobile. Il periodo minimo è ridotto da un mese a 15 giorni dalla notifica del ricorso.

## Sfratto e comunità etniche
Gli studiosi hanno evidenziato i limiti del quadro delle prese di dignità (termine con il quale si intende il dibattito socio-legale che comporta la discussione di casi di perdita involontaria di proprietà, casi che precedentemente erano ritenuti estranei a questo dibattito). I meccanismi attraverso i quali si verifica la perdita involontaria di proprietà, avviene attraverso sconfinamenti di famiglie e mercati nonché attraverso i disastri naturali o causati dall'uomo.
Una presa di dignità ha due elementi necessari:
1. perdita di proprietà e
2. perdita di dignità (definita come disumanizzazione o infantilizzazione).

Alcuni esempi storici noti di sfratti forzosi su minoranze etniche sono stati:
- il popolo Hopi dalle loro terre sacre;[4]
- la deportazione del popolo acadiano dalle loro case in Nuova Scozia, nel 1755.[5]
- l'interpretazione "soggettiva" di ciò che lo sfratto ha significato per gli irlandesi durante il XIX secolo,[6][7]
- la minaccia di sfratto come arma dei proprietari terrieri nella politica elettorale nella campagna vittoriana,[8]
- la proprietà sottratta ai lealisti dopo la rivoluzione americana;[9]
- La ricolonizzazione dell'arcipelago di Chagos e dello sgombero forzato dei Chagossiani, da parte del Regno Unito e degli Stati Uniti.[10]

Alcuni esempi storici noti. nel XX sec., sono stati:
- lo sgombero di inquilini e abusivi da un palazzo rinascimentale a Ferrara nel 1920,[11]
- l'espropriazione e lo sfollamento dei cittadini arabi di Israele;[12][13]
- il saccheggio, l'incendio e la distruzione di proprietà afroamericane durante e dopo le rivolte razziali di Tulsa;[4] con la riforma del Codice fondiario nel 1858,[14]
- la presa di proprietà ebraiche in Francia e nei Paesi Bassi durante la seconda guerra mondiale;[15]
- gli sgomberi forzati in Cina miravano a creare spazio per le sue città in rapida espansione;[16]
- le alleanze razzialmente restrittive negli Stati Uniti;[17]
- le case dei 20 milioni di americani che vivono in alloggi fabbricati, installate in gran parte su terreni privati, che possono essere sfrattati in 30 giorni,[18]
- il fenomeno degli sgomberi forzati in Africa e le implicazioni per i diritti alla terra e lo sviluppo umano,[19]
- le controversie in Bangladesh sugli sgomberi forzati dagli slum indotti dallo stato,[20]
- lo spostamento della popolazione del Lago Boeung Kak alla capitale Phnom Penh in Cambogia,[21]
- il contributo ai conflitti sulla terra in contesti postbellici[22]
- la Chiesa, i cristiani ortodossi e l'amministrazione statale nella regione di Chehn nel 1918-1939,[23]
- la questione irachena[24] e
- il requisito che tutte le donne sposate cedano i loro beni ai loro mariti secondo le leggi della copertura.[25]
- il governo tanzaniano sta portando avanti una repressione dei pastori Masai.[26]

Su una comunità rom in Ungheria, svantaggiata e a rischio di sfratto, nel 2002 sono state valutati due scenari: sgombero con inserimento in lista d'attesa per l'edilizia sociale (ipotesi sfratto) contro un complesso abitativo sostitutivo (ipotesi progetto abitativo). Lo studio coordinato dall'Università di Debrecen mostra come i guadagni finanziari a breve termine (ipotesi sfratto) debbano essere confrontati con le perdite di salute a lungo termine (ipotesi progetto abitativo).
Le comunità di popolazione araba beduina nel deserto israeliano del Naqab/Negev sottoposte a sfratti forzosi, nel contesto del conflitto israelo-palestinese, sono vittime di stress e malattie organiche con aumenti della mortalità infantile.
Altri esempi di sfratti legati a precisi disegni economici che danneggiano i locatari o possessori di terreno sono il caso dei cittadini americani che vivono in Roulotte senza essere i proprietari del terreno di sosta di queste. È sufficiente sfrattare il terreno da possessori per creare le condizioni di uno sfratto classico, spesso ciò senza rispettare i tempi di preavviso.
I fenomeni di de-collettivizzazione possono sconvolgere l'ordine sociale, evidenziando con ciò il valore sociale della proprietà. Cosa che è accaduta in Russia e in Romania dove sono stati favoriti interessi di gruppi corruttori.
Ciò ha determinato la perdita dello spazio geografico chiamato casa e con esso l'abbandono degli attaccamenti sentimentali sviluppati alla casa; dovendo riconfigurare le identità legate a quel luogo; e interrompendo i legami sociali sviluppati con i vicini, le scuole e le istituzioni religiose in quella comunità. Cioè, il valore di una proprietà non consiste solo nella casa tangibile, include anche la rete di intangibili emotivi, sociali.

## Impatto dello sfratto sulla salute
Lo sfratto, in inglese eviction, è causa di gravi e progressivi problemi di salute per i soggetti che lo subiscono o temono.